# پزشکی سفر

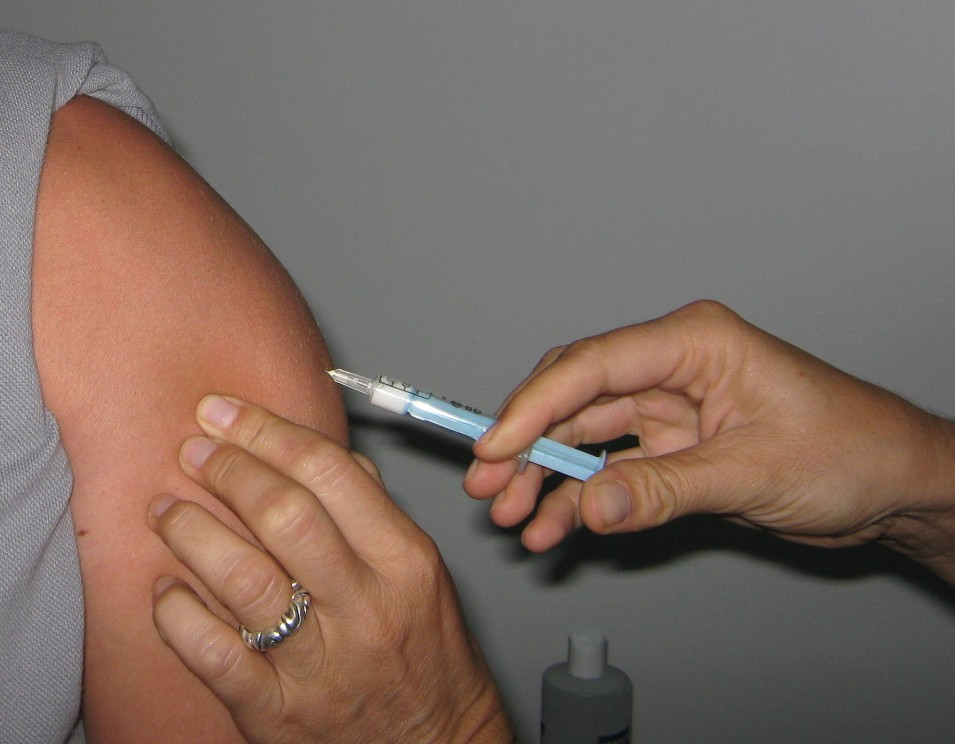
تزریق واکسن

پزشکی سفر یا طب مسافرتی شاخه‌ای از پزشکی است که به پیشگیری و مدیریت مشکلات سلامتی مسافران بین‌المللی می‌پردازد.

## جهانی‌شدن و سفر
جهانی‌شدن گسترش بیماری را تسهیل می‌کند و شمار مسافرانی را که در معرض محیط‌های مختلف بهداشتی قرار می‌گیرند، افزایش می‌دهد. حوزه‌های محتوای اصلی پزشکی مسافرتی شامل اپیدمیولوژی جهانی خطرات سلامتی برای مسافران، واکسن‌شناسی، پیشگیری از مالاریا و مشاوره‌های پیش از سفر است که برای حفظ سلامت حدود ۶۰۰ میلیون مسافر بین‌المللی طراحی شده‌است. تخمین زده شده‌است که سالانه حدود ۸۰ میلیون مسافر از کشورهای توسعه‌یافته به کشورهای در حال توسعه سفر می‌کنند.

## مرگ‌ومیر و بیماری
مطالعات مرگ‌ومیر نشان می‌دهد که بیماری‌های قلبی-عروقی بیشترین میزان مرگ‌ومیر (۵۰ تا ۷۰٪) را در طول سفر تشکیل می‌دهند، در حالی که آسیب و تصادف به دنبال آن (۲۵٪) در رتبه دوم قرار دارد. بیماری‌های عفونی حدود ۲٫۸ تا ۴ درصد از مرگ‌ومیرها در طول سفر یا در اثر سفر را تشکیل می‌دهند. مطالعات عوارض بیماری نشان می‌دهد که حدود نیمی از مردم یک کشور توسعه یافته که یک ماه در یک کشور در حال توسعه می‌مانند، بیمار خواهند شد. اسهال مسافران شایع‌ترین مشکلی است که افراد با آن مواجه می‌شوند.

## رشته‌ها
رشته پزشکی مسافرتی طیف گسترده‌ای از رشته‌ها از جمله همه‌گیرشناسی، بیماری‌های عفونی، بهداشت عمومی، پزشکی گرمسیری، فیزیولوژی ارتفاعات، مامایی مرتبط با سفر، روانپزشکی، طب کار، پزشکی نظامی و مهاجرتی و بهداشت محیط را در بر می‌گیرد.
برنامه‌های سفر و فعالیت‌های ویژه شامل سفر با کشتی کروز، غواصی، گردهمایی‌های دسته‌جمعی (مثلاً حج) و سفر به مناطق بیابانی یا مناطق دوردست است.
پزشکی مسافرتی را می‌توان در درجه اول به چهار موضوع اصلی تقسیم کرد: پیشگیری (واکسیناسیون و توصیه‌های مسافرتی)، کمک (برخورد با بازگشت و درمان پزشکی مسافران)، پزشکی مناطق نامسکون (به عنوان مثال پزشکی در ارتفاعات، پزشکی کشتی‌های کروز، پزشکی اعزامی و غیره). و دسترسی به مراقبت‌های بهداشتی ارائه شده توسط بیمه مسافرتی.

## تمرکز
پزشکی سفر شامل مشاوره و ارزیابی قبل از سفر، برنامه‌ریزی اضطراری در طول سفر و پیگیری و مراقبت پس از سفر است. اطلاعاتی توسط سازمان جهانی بهداشت ارائه شده‌است که به مسائل بهداشتی مسافران برای هر کشور و همچنین خطرات سلامتی خاص خود سفر هوایی می‌پردازد. همچنین مرکز کنترل و پیشگری بیماری همواره اطلاعات ارزشمند و به روزی را منتشر می‌کند. زمینه‌های کلیدی که باید در نظر گرفته شوند واکسیناسیون و این هفت مورد هستند:
1. حشرات: دفع، پشه‌بند، داروهای ضد مالاریا
2. مصرف: ایمنی آب آشامیدنی، غذا
3. بی احتیاطی: اچ‌آی‌وی، بیماری‌های مقاربتی
4. صدمات: اجتناب از تصادف، ایمنی شخصی، ایمنی در اطراف حیوانات
5. غوطه‌ور شدن: تب حلزون
6. ایمن‌سازی (واکسیناسیون قبل از سفر)
7. بیمه: پوشش و خدمات در طول سفر، دسترسی به مراقبت‌های بهداشتی